# جووانی تونولی
جووانی تونولی (ایتالیایی: Giovanni Tonoli؛ زادهٔ ۲۲ آوریل ۱۹۴۷) دوچرخه‌سوار اهل ایتالیا است.